# The Legend of Zelda: A Link to the Past
The Legend of Zelda: A Link to the Past, também conhecido como Zelda no Densetsu: Kamigami no Triforce (ゼルダの伝説 神々のトライフォース, Zeruda no Densetsu: Kamigami no Toraifōsu) no Japão e A Lenda de Zelda: Um Elo com o Passado no Brasil, é um jogo eletrônico de ação-aventura desenvolvido e publicado pela Nintendo para o Super Nintendo Entertainment System. É o terceiro jogo da série The Legend of Zelda, e foi lançado em 1991 no Japão e em 1992 na América do Norte e Europa. O lançamento foi um sucesso comercial e de crítica, sendo um marco para a Nintendo e é considerado como um dos melhores jogos de todos os tempos, inclusive pelo seu enredo, e vendeu mais de quatro milhões de cópias em todo mundo.
A trama de A Link to the Past concentra-se no herói Link em uma jornada para salvar a terra de Hyrule, impedir a volta de Ganon e libertar as sete donzelas descendentes dos antigos sábios. A história é uma prequência de jogos anteriores da série, envolvendo os ancestrais de Link e da princesa Zelda. O jogo usa uma perspectiva de cima para baixo 3/4 semelhante ao do original The Legend of Zelda, deixando para trás os elementos de side-scrolling de Zelda II: The Adventure of Link. A Link to the Past introduziu elementos para a série que ainda são comuns hoje em dia, tais como o conceito de um mundo alternativo ou paralelo, a Master Sword e outras novas armas e itens.[carece de fontes?]
Foi mais tarde lançado para o Game Boy Advance em 2002 (junto com o título desenvolvido pela Capcom, The Legend of Zelda: Four Swords), e disponibilizado para download no serviço Virtual Console do Wii no começo de 2007 e no Wii U em janeiro de 2014. O jogo foi adicionado como parte da biblioteca do Nintendo Switch Online em 2018. Uma sequência direta, intitulada de The Legend of Zelda: A Link Between Worlds, foi lançado para o Nintendo 3DS em novembro de 2013. O jogo foi dirigido por Takashi Tezuka, produzido por Shigeru Miyamoto, escrito por Kensuke Tanabe e a trilha sonora foi composta por Koji Kondo.[carece de fontes?]

## Jogabilidade

Uma área no Mundo da Luz (acima), e a mesma encontrada no Mundo das Trevas (abaixo). A interface do jogo mostra o seu medidor de magia, seu item secundário, rupees, seu estoque de bombas e flechas, e seus recipientes de corações.

A Link to the Past é descrito como um jogo de ação-aventura, onde o jogador controla o herói Link em um vasto mundo de fantasia, chamado Hyrule. Em vez de continuar a usar a perspectiva side-scrolling introduzido à série por Zelda II: The Adventure of Link, A Link to the Past reverte para uma perspectiva de cima semelhante ao do The Legend of Zelda original. Enquanto A Link to the Past ainda usa a mecânica e conceitos do jogo original, também introduz novos elementos e inovações. Por exemplo, flechas agora são itens separados, assim como as bombas que estão no original, em vez de usar um Rupee (o dinheiro do jogo) para disparar uma flecha. O jogo também leva conceitos de The Adventure of Link, como o medidor de magia, que é usado por itens, tais como a lâmpada.[carece de fontes?]
Link é capaz de realizar diversas ações, como pular de penhascos para nadar, empurrar e levantar objetos, e usar uma variedade de ferramentas, armas, armaduras e escudos. O controle de Link é mais flexível do que nos jogos anteriores, como poder andar em diagonal e poder correr com o auxílio das Botas de Pegasus (Pegasus Boots na versão de SNES e Pegasus Shoes na versão de GBA). Os ataques de espada de Link foram melhorados para balançar para o lado em vez de simplesmente apunhalando à frente; isto da a sua espada uma gama mais ampla e torna o combate mais fácil.
Itens e técnicas recorrentes foram introduzidos pela primeira vez em A Link to the Past, como o Hookshot, a Master Sword, a técnica de rotação de ataque, a Flauta (embora seu ícone é uma ocarina), e as Botas de Pegasus. Recipientes de coração que aumentam o máximo de saúde do jogador (pontos de vida) nos dois jogos anteriores estão presentes, mas muitos são divididos em "Pieces of Heart", quatro dos quais compõem um recipiente de coração. A maioria deles estão bem escondidos, acrescentando valor de replay para o jogo. Todos os calabouços são multi-nível, exigindo que Link ande entre os andares e às vezes caia através de buracos para pousar em níveis mais baixos.

### Ambiente do jogo
A Link to the Past é a primeira aparição do que seria posteriormente se tornar uma grande marca dos jogos Zelda: a existência de dois mundos paralelos entre os quais o jogador pode viajar. O primeiro, chamado Mundo da Luz (Light World), é o Hyrule real, onde Link cresceu com seu tio. O segundo é o que era uma vez o Reino Sagrado (Sacred Realm), mas tornou-se o Mundo das Trevas (Dark World), uma versão corrompida de Hyrule; a água é uma desagradável cor escura, as gramas estão mortas, crânios substituíram pedras e vasos, e as árvores têm rostos. As pessoas mudam de forma no Mundo das Trevas com base em sua natureza; sem um item para evitar isso (neste caso, a Moon Pearl), Link se transforma em um coelho rosa. Cada local no Mundo da Luz corresponde a um local semelhante no Mundo das Trevas, geralmente com uma estrutura física semelhante, mas uma natureza oposta (por exemplo, um deserto no Mundo da Luz corresponde a um pântano no Mundo das Trevas, uma vila tranquila no Mundo da Luz corresponde a uma cidade de ladrões em ruínas no Mundo das Trevas).
Link pode viajar a partir do Mundo das Trevas para o Mundo da Luz em quase qualquer local do mundo exterior usando o Espelho Mágico (Magic Mirror), e pode viajar de volta para o Mundo das Trevas novamente a partir do mesmo local usando um portal temporário deixado para trás no mapa, no ponto onde ele reaparece no Mundo da Luz. Caso contrário, Link deve usar locais com portais escondidos em todo o Mundo da Luz para viajar ao Mundo das Trevas. As viagens entre os mundos permitem o quebra-cabeças em A Link to the Past que explora as diferenças estruturais entre o mundo da luz e das trevas, como Link poder viajar para áreas inacessíveis em um mundo deformando a partir de locais paralelos, mas acessíveis em outro mundo.

## História
Ao contrário de Adventure of Link, que se passava anos depois do Zelda original, A Link to the Past se passa antes do jogo original em uma prequência, com ancestrais de Link e Zelda. Esse jogo se passa na linha do tempo em que Link é derrotado por Ganondorf.[carece de fontes?]

### Enredo
A história começa quando um malvado feiticeiro chamado Agahnim mata o rei de Hyrule, aprisiona os descendentes dos grandes sábios no Mundo das Trevas e se apodera do reino por motivos desconhecidos. Nosso herói Link, recebendo uma mensagem telepática da princesa Zelda, que diz que ela está trancada no calabouço do Castelo de Hyrule. Quando a mensagem fecha, Link encontra seu tio pronto para a batalha, dizendo a Link para permanecer na cama. Após a saída de seu tio, no entanto, Link ignora o comando de seu tio e segue-o para as masmorras sob Castelo de Hyrule. Quando Link se infiltra dentro do castelo, ele encontra seu tio mortalmente ferido. O tio de Link o informa para resgatar a princesa Zelda de sua prisão, dando-lhe sua espada e escudo.
Link descobre que ele e seu tio são os últimos descendentes de uma família que se encarrega de proteger a família real quando esta é posta em perigo. O objetivo do feiticeiro Agahnim é libertar o poder do poderoso rei das trevas, Ganon. Apesar de o título ainda sugerir uma espécie de viagem no tempo, o passado só mencionado como premissa para o início da aventura, que apresenta duas dimensões para o jogador: A Hyrule real e o Reino Sagrado, local onde, no passado, os sete sábios aprisionaram Ganon, porém ele obteve a lendária Triforce lá, fazendo com que este transforme tal reino em um reino de trevas, até conseguir voltar para Hyrule.
A única coisa que pode derrotar Agahnim e Ganon é a Master Sword, uma espada forjada para combater o mal. Para provar que ele é digno de empunhá-la, Link precisa de três pingentes mágicos, escondidos em cavernas guardadas por defensoras míticas. Em seu caminho para recuperar a primeira, ele encontra um velho, Sahasrahla, que se torna o mentor de Link oferecendo dicas e conselhos nas principais fases da jornada. A medida que avança na história resgatando Zelda, salvando as setes descendentes dos sábios e sendo testado pelas três deusas Din, Nayru e Farore, o jogador vai descobrindo o enredo e fazendo as ligações entre o passado e o presente para finalmente enfrentar Ganondorf despertado e impedir que o poder da Triforce, uma relíquia capaz de realizar todos os sonhos de quem o tocar, caia nas mãos do mago novamente.[carece de fontes?]

## Desenvolvimento
Em 1988, o desenvolvimento de um novo Zelda no NES começou, mas um ano mais tarde, o projeto foi trazido para o próximo console da Nintendo; o Super Famicom no Japão, o Super Nintendo Entertainment System em outras regiões. Devido ao sucesso dos títulos anteriores da série, a Nintendo foi capaz de investir um grande orçamento e tempo de desenvolvimento amplo e recursos para a produção do jogo. Na época, a maioria dos cartuchos de jogos de SNES tinha 4 Megabit (512 KB) de espaço de armazenamento. Este jogo quebrou a tendência usando 8 Megabit (1 MB), permitindo que a equipe de desenvolvimento da Nintendo criasse um mundo extremamente expansivo para Link habitar. Assim como Super Mario World, este jogo utilizou um método de compressão gráfica simples no SNES, limitando a profundidade de cores de muitos ladrilhos para oito cores em vez de ladrilhos de 16 cores nativo do SNES. Os ladrilhos foram descompactados em tempo de execução, adicionando um pouco de entrelinhamento para a índice de cor de cada pixel. O espaço de armazenamento também foi salvo pela duplicação eliminando: O Mundo da Luz e do Mundo das Trevas que são quase idênticos no layout (embora utilizando diferentes ladrilhos de textura) e o Mundo das Trevas existe na ROM do jogo apenas como uma "superposição" do Mundo da Luz.

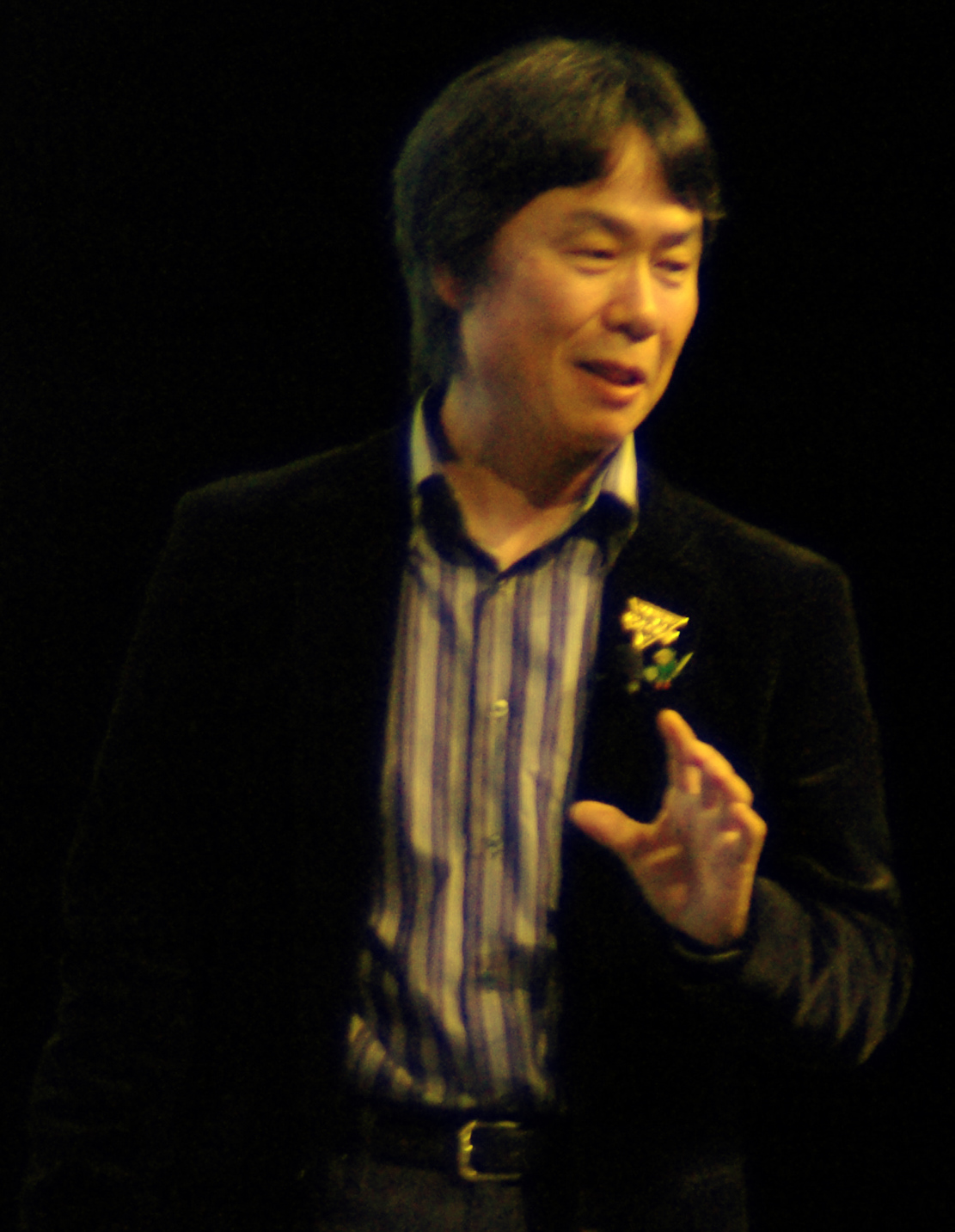
Shigeru Miyamoto, o criador dos jogos The Legend of Zelda.

O roteiro do jogo foi escrito pelo estreante na série Kensuke Tanabe, enquanto Yoshiaki Koizumi foi o responsável pela história de fundo explicada no manual de instruções. A localização de idioma Inglês incluiu mudanças para o jogo original japonês. A alteração mais comum foi a remoção de referências religiosas em conformidade com as diretrizes de conteúdo da Nintendo of America. A mudança mais óbvia foi feita para o subtítulo do jogo, que foi renomeado de Kamigami no Triforce (lit. "A Triforce dos Deuses") para A Link to the Past (lit. "Uma Ligação ao Passado"). O "Santuário", em que a princesa Zelda se esconde durante o primeiro ato é obviamente inspirado na capela cristã, com fileiras de bancos, vitrais, altar-mor levantado, mas não contém símbolos religiosos evidentes, e o diálogo dos personagens dentro dele foi simplificado para remover qualquer implicação religiosa. A fonte usada para representar uma língua ilegível, Hylian, originalmente tinha desenhos de um abutre e um ankh. Estes desenhos foram baseados em hieróglifos egípcios que carregam significados religiosos, e eles foram alterados na versão em Inglês. A localização também mudou detalhes da trama incluídos no manual de instruções. O padre Agahnim tornou-se um feiticeiro, e seu fundo, que originalmente implícito que ele foi enviado pelos deuses, foi alterado para remover qualquer origem celeste.

### Música
A trilha sonora de A Link to the Past foi composta por Koji Kondo. O tema overworld de The Legend of Zelda ("Hyrule Overture") retorna em A Link to the Past, refeito no estilo S-SMP. O tema também é destaque em "Light World Overworld" e em "End Credits". A Link to the Past ajudou a estabelecer o núcleo musical da série Zelda. Enquanto o primeiro jogo originou o "Hyrule Overture", muitos temas recorrentes dos jogos Zelda vêm de A Link to the Past, incluindo "Zelda's Lullaby" (Tema da Princesa Zelda), "Ganondorf's Theme", "Hyrule Castle" (Royal Family Theme), "Kakariko Village" e "Select Screen/Fairy Cave". Estes temas têm sidos utilizados nos jogos subsequentes de The Legend of Zelda. A trilha sonora de Kamigami no Triforce, intitulado The Legend of Zelda: Sound and Drama, foi lançado pela Sony Records no Japão em 22 de junho de 1994. O primeiro disco é de 44 minutos de duração e apresenta versões de uma seleção de temas reorganizados do jogo, juntamente com uma faixa bônus de drama. O disco dois é de 54 minutos dos arranjos originais para A Link to the Past e aqueles do jogo original The Legend of Zelda, do NES.

## Jogos relacionados

### Inishie no Sekiban
Em 1997, um acompanhamento intitulado BS Zelda no Densetsu: Inishie no Sekiban (lit. "BS The Legend of Zelda: Ancient Stone Tablets" or "Stone Tablets of Antiquity") foi lançado no Japão. Concebido exclusivamente para Satellaview periférico do Super Famicom, o jogo iria fazer uso notável de um sistema de transmissão de voz chamado SoundLink, para fornecer voz de ação para vários dos personagens de A Link to the Past. O jogo se passa 6 anos após os eventos de A Link to the Past e o cenário é no Light World de Hyrule.

### A Link to the Past & Four Swords
O jogo foi relançado para o Game Boy Advance em 2002 na América do Norte e em 2003 em outros locais como parte de The Legend of Zelda: A Link to the Past & Four Swords, um empenho de desenvolvimento colaborativo entre a Nintendo e a Capcom. O porto de A Link to the Past contém pequenas mudanças a partir do original, incluindo a adição de grunhidos vocais e outros efeitos sonoros retirados de Ocarina of Time e Majora's Mask. Four Swords é uma aventura multi-player que interage com a aventura single-player. Realizações podem ser transferidos entre os dois; Por exemplo, se o jogador aprende uma nova técnica de espada, é colocado em ambos os modos. Ao completar Four Swords, um novo calabouço chamado de "Palácio de Four Sword" é desbloqueado em A Link to the Past. Dungeons são geradas aleatoriamente e são afetadas pelo número de jogadores. Se apenas dois jogadores estão ativos, o jogo garante que todos os puzzles gerados não necessitam de um terceiro ou quarto jogador para resolver. A trama de Four Swords gira em torno do mago do vento Vaati que era selado pela Four Sword e escapa para capturar a princesa Zelda. Link utiliza a Four Sword para criar três cópias de si mesmo e resgatar Zelda, prendendo Vaati na espada mais uma vez. Na época de seu lançamento, a história de Four Swords foi considerada o conto mais antigo na linha do tempo da série.

### A Link Between Worlds
Um dos diretores da série The Legend of Zelda, Eiji Aonuma, disse em uma entrevista para à revista oficial da Nintendo no Reino Unido que ele tem "muita vontade de ver como o jogo A Link to the Past ficaria se refeito em 3D".
Um jogo baseado em A Link to the Past foi lançado para o Nintendo 3DS (o console portátil da Nintendo capaz de reproduzir imagens em 3D sem óculos), é a continuação e se chama: The Legend of Zelda: A Link Between Worlds. O jogo foi lançado em 22 de Novembro de 2013. A Link Between Worlds se passa no mesmo mundo que A Link to the Past, mas apresenta uma nova história, novos quebra-cabeças e masmorras originais. Altura e profundidade desempenham um grande papel no jogo, aproveitando o recurso 3D do Nintendo 3DS, e mantendo a perspectiva tradicional de cima para baixo. IGN deu ao jogo uma pontuação de 9,4 em 10.

## Recepção
A Link to the Past é um dos jogos mais vendidos de Super Nintendo, com 4,61 milhões de unidades vendidas em todo o mundo, sendo 1,15 milhões de cópias vendidas no Japão e 2,42 milhões nos Estados Unidos. O jogo tem tido uma excepcionalmente longa estadia no topo da lista de melhores jogos da Nintendo Power (posição número 2º na última edição da Nintendo Power): Quando a lista de SNES foi finalmente aposentada, o jogo tinha mais de cinco anos consecutivos no primeiro lugar. Foi relançado como um título Player's Choice na América do Norte, indicando que ele vendeu um mínimo de um milhão de cópias de lá.[carece de fontes?]
O jogo foi aclamado pela crítica sobre seus gráficos e jogabilidade após o lançamento, e desde então tem sido reconhecido pelos críticos como um dos maiores jogos de todos os tempos. A GameSpot fez elogios para sua jogabilidade, som, controles e afirmou "A Link to the Past é sem dúvida a representação mais pura da fórmula Zelda consagrada pelo tempo", além de incluí-lo na sua lista de "Greatest Games of All Time". A Nintendo Life afirmou que o jogo é um clássico dos 16-bits e um dos jogos mais envolventes e cativantes da história dos games. A Link to the Past também recebeu diversos elogios da Allgame, entre eles pelo seu valor de replay, gráficos e trilha sonora, as chamando de "contagiantes".
Em 2005, os editores da IGN o colocou em 11º lugar na sua lista de "os 100 Melhores Jogos de todos os tempos", em 2006 o jogo foi classificado para o 5º lugar, 8º lugar em 2007, e 4º lugar em 2008; Além de elegê-lo como o melhor jogo de SNES, batendo Chrono Trigger (2º) e Super Metroid (3º). Também em 2006, a Entertainment Weekly escolheu A Link to the Past como o melhor jogo de todos os tempos. Além disso, o jogo foi o 3ª colocado na lista da Electronic Gaming Monthly de melhores games da história e 3ª em uma lista de 200 melhores jogos para um console da Nintendo pela Nintendo Power. Em julho de 2007, os leitores da revista Edge votaram no 6º lugar em uma votação dos 100 melhores jogos de todos os tempos. A GamesRadar nomeou A Link to the Past no 3º melhor jogo de Super NES. A Link to the Past ficou na oitava colocação (somente atrás de Ocarina of Time dos jogos Zelda na lista) em "100 maiores jogos da Nintendo de todos os tempos", da Official Nintendo Magazine. O jogo foi revisto em 1993 no Dragon No. 198 por Sandy Petersen na coluna "olho do monitor". Petersen deu o jogo 5 de 5 estrelas.

## Chris Houlihan
Em 1990, a Nintendo Power, que é a revista oficial da Nintendo nos EUA, promoveu uma série de concursos sobre Final Fantasy, um dos quais consistia derrotar o chefão "Warmech" e enviar uma foto para a revista. O vencedor deste concurso teria a honra de ter seu nome incluso de alguma forma em um dos próximos jogos da Nintendo. O jogo em questão acabou sendo A Link to the Past. O vencedor foi Chris Houlihan, que teve uma sala secreta inserida no jogo, que ficou conhecida como “Chris Houlihan Room”.[carece de fontes?] A sala possuía vários Rupees azuis e uma pedra telepática que dizia o seguinte: "Meu nome é Chris Houlihan. Esta é minha sala secreta. Mantenha ela entre nós, OK?". Existem cinco diferentes maneiras de você entrar nesse quarto cheio de Rupees, no entanto o quarto foi criado como uma prevenção de alguma falha, o jogo só enviaria os jogadores para lá quando não pudesse determinar o destino de Link durante a transição de mapa.
O relançamento do jogo no Game Boy Advance intitulado The Legend of Zelda: A Link to the Past & Four Swords removeu a capacidade de acessar a sala, embora ela ainda poderia ser encontrada nos códigos do jogo. No entanto, os relançamentos de A Link to the Past no Virtual Console do Wii e Wii U permitiu que os jogadores acessem a sala. A GamesRadar à incluiu em sua lista de maiores Easter Eggs dos videogames e nos "nove segredos dos jogos que quase nunca foram encontrados." Justin Towell também da GamesRadar à classificou na segunda posição em sua lista das "sete principais salas secretas em jogos de videogames". Ele sentiu que o prêmio da competição foi emocionante, e chamou-lhe "um dos segredos mais legais e mais exclusivos do universo Zelda."